# Thymus musilii
Thymus musilii — вид рослин родини глухокропивові (Lamiaceae), поширений в Іраку, Палестині, Саудівській Аравії.

## Поширення
Поширений в Іраку, Палестині, Саудівській Аравії.